# 1959 au théâtre
| Années du théâtre : 1956 - 1957 - 1958 - 1959 - 1960 - 1961 - 1962    |
| Décennies du théâtre : 1920 - 1930 - 1940 - 1950 - 1960 - 1970 - 1980 |

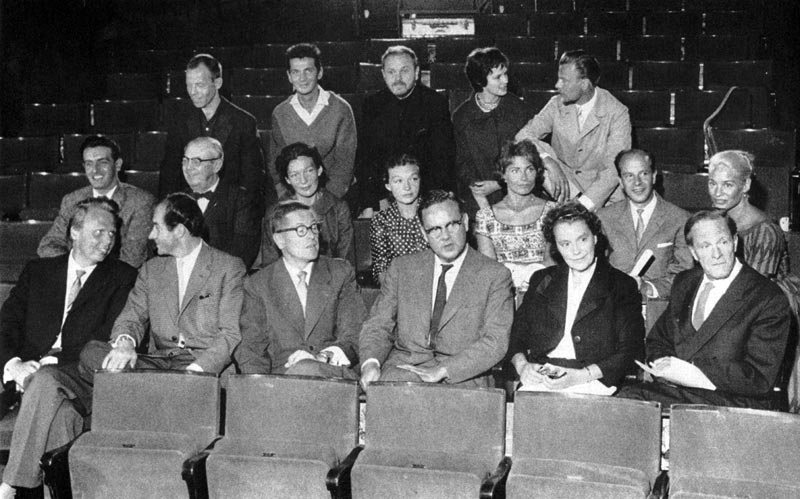
1959 au théâtre

Cet article présente les faits marquants de l'année 1959 au théâtre.

## Événements
- 21 octobre : Inauguration de la nouvelle direction de Jean-Louis Barrault au Théâtre de l'Odéon à Paris avec Tête d'or de Paul Claudel.
- 11 novembre : Fondation du Théâtre Ādolfs Alunāns de Jelgava
- 25 novembre : Le décès prématuré et en pleine gloire du comédien vedette Gérard Philipe, frappé à moins de 37 ans d'un cancer du foie foudroyant, ébranle les milieux du théâtre et du cinéma français.

## Pièces de théâtre représentées
- 17 janvier : La Folie de Louis Ducreux, mise en scène de l'auteur, Théâtre de la Madeleine
- en février : Deux sur la balançoire de William Gibson, mise en scène Luchino Visconti, Théâtre des Ambassadeurs à Paris avec Annie Girardot et Jean Marais
- 5 février : L'Hurluberlu de Jean Anouilh, Comédie des Champs-Élysées
- 27 février : Tueur sans gages d'Eugène Ionesco, Théâtre Récamier (la première mondiale avait eu lieu en allemand à Darmstadt le 14 avril 1958)
- 19 mars : La Collection Dressen de Harry Kurnitz, adaptation Marc-Gilbert Sauvajon, mise en scène Jean Wall, Théâtre de la Madeleine
- 17 août : Bousille et les Justes de Gratien Gélinas, Comédie canadienne de Montréal
- 18 septembre : Un Rossignol chantait de Robert Lamoureux, mise en scène et décors de Jean Marais, Théâtre des Variétés (Paris) avec Robert Lamoureux, Guy Tréjan et Dany Robin
- 23 septembre : Les Séquestrés d'Altona de Jean-Paul Sartre, mise en scène François Darbon, Théâtre de la Renaissance
- 8 octobre : Becket ou l'Honneur de Dieu de Jean Anouilh, Théâtre Montparnasse-Baty
- 21 octobre : Tête d'or de Paul Claudel, mise en scène Jean-Louis Barrault, pour l'inauguration de l'Odéon-Théâtre de France
- 28 octobre : Les Nègres de Jean Genet, mise en scène Roger Blin, Théâtre de Lutèce
- 29 octobre : Bon Week-End Mr. Bennett d'Arthur Watkyn, mise en scène Michel Vitold, Théâtre de la Gaîté-Montparnasse
- 6 novembre : Rhinocéros d'Eugène Ionesco, Düsseldorf (traduction allemande)

## Naissances
- 21 août : Catherine Mouchet, actrice française de théâtre et de cinéma.
- Anne Théron, dramaturge, metteuse en scène, scénariste et réalisatrice française

## Décès
- 1er janvier : Boris Lavrenev, dramaturge soviétique (°1891)
- 17 mars : Paul Œttly (°1890)
- 27 septembre : Marcelle Géniat (°1881)
- 24 octobre : Jean Wall (°1899)
- 25 novembre : Gérard Philipe (° 1922)
- 31 décembre : Aimé Clariond (°1894)